# Baie Kuskokwim

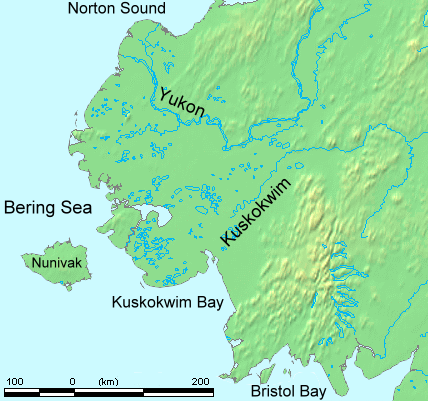
Carte du sud-ouest de l'Alaska, situant le fleuve et la baie de Kuskokwim.

La baie Kuskokwim est une baie du sud-ouest de l'Alaska, aux États-Unis dans la région de recensement de Bethel. Elle fait environ 99 milles (159 km) de long et 99 milles (159 km) de large et se trouve à l'embouchure du fleuve Kuskokwim dans la mer de Béring.

## Sources
- (en) « Baie Kuskokwim », Geographic Names Information System

- (en) Cet article est partiellement ou en totalité issu de l’article de Wikipédia en anglais intitulé « Hazen Bay » (voir la liste des auteurs).